# THE SNOW
『THE SNOW』（ザ・スノウ）は、2002年製作の日本・香港合作映画。
原作は江戸川乱歩の『白髪鬼』。日本国内では2003年のみちのく国際ミステリー映画祭で招待作品として上映されたが、一般の劇場公開はされず、DVD発売のみとなった。

## キャスト
- 林保、里見：スティーブン・フォン（吹き替え：置鮎龍太郎）
- 大牟田瑠璃子：伊東美咲
- 川村義雄：谷原章介
- トモコ：石堂夏央
- 沢本忠雄
- 梅沢昌代
- 東地宏樹
- 真理アンヌ

ほか

## スタッフ
- 監督：ウォン・マンワン（黄分雲）
- 脚本：最合昇、江原千登勢、ゴレッティ・コー
- 音楽：神尾憲一
- 主題歌：吉岡小鼓音「欲望」